# 台北之音
台北之音（Voice of Taipei）是位於中華民國臺北市、以臺北都會區為播送範圍的廣播電台，1995年3月1日成立，也是台灣於1990年代廣播業「開放天空」政策實施後的第一家中功率民營電台。電台呼號為BEG-81。

## 簡介

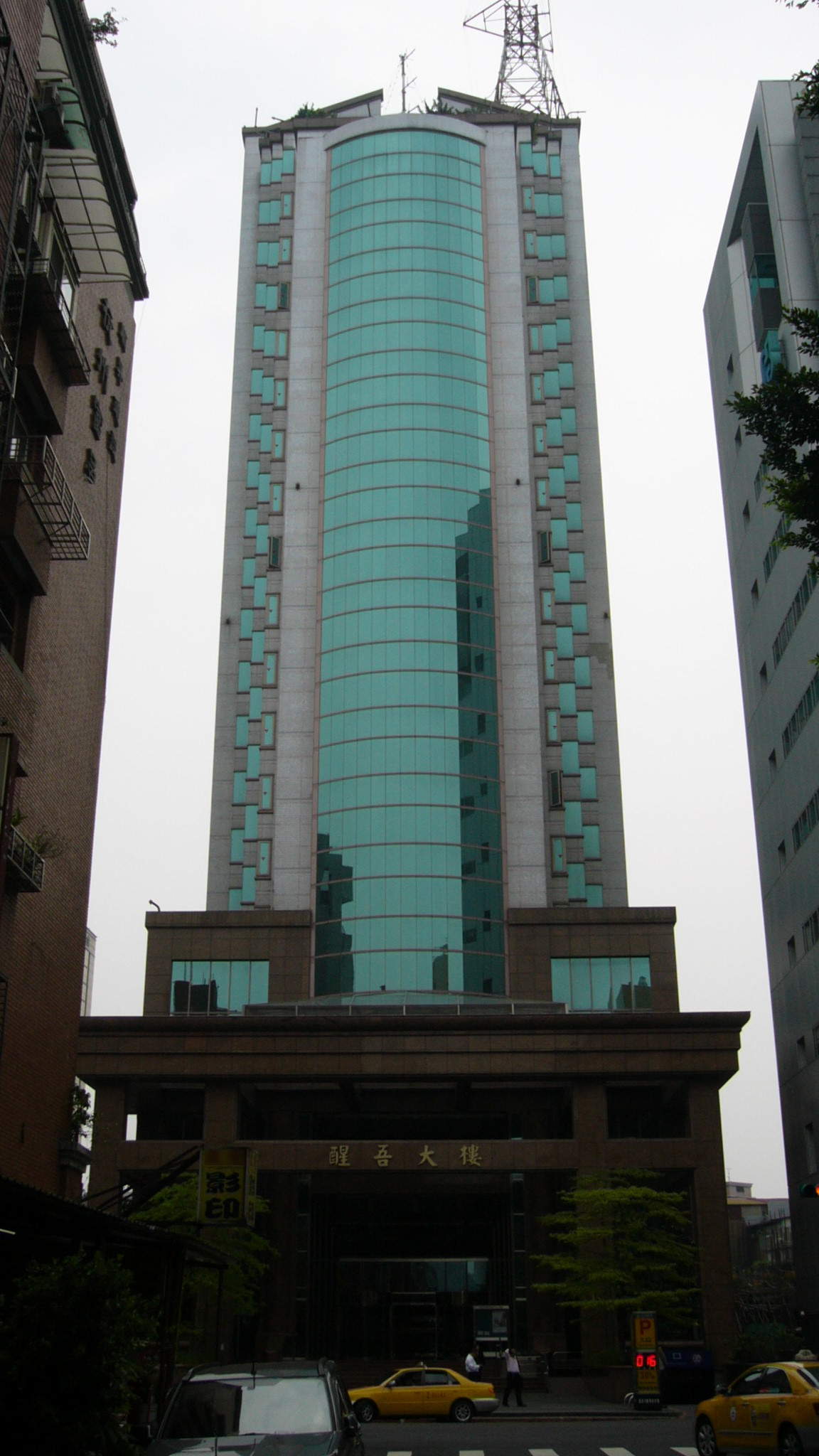
台北之音總部所在的醒吾大樓，頂樓架設FM107.7發射天線及發射機

台北之音為建功工業、南泰企業和藝文界人士籌設。1994年7月1日04:55，配合「廣播天空」開放政策，中廣新聞網台北總台由FM 107.7轉換至AM 657（調幅第一廣播網）播出，是台灣廣播史上第一次電台頻道搬家，FM 107.7由行政院新聞局分配給台北之音。1995年2月27日，台北之音台長徐璐、台北之音董事長張繼高、行政院新聞局局長胡志強、台北市長陳水扁與台灣電視節目製作人王偉忠共同按鈕，台北之音開播。
台北之音開播之初為綜合性商業電台，並首創以DJ為招牌（如黎明柔等）吸引年輕族群收聽。1996年，同樣以台北市為基地的飛碟電台開播後，曾與台北之音發生收聽率上的競爭。後來因飛碟電台成功於全台各地建立起聯播網系統，並挖角各電台的著名DJ，台北之音遂逐漸處於弱勢。
1995年到2000年，台北之音和中時晚報合作，每日14:00—14:05播出中時晚報的新聞。
1995年3月到10月，台北之音在每週四及週五轉播中華職棒六年的賽事。
1998年9月17日，台北之音的姐妹台Hit FM開播，以全台三大都會區聯播的方式成功打開知名度，成為台灣首屈一指的音樂電台之一。為與市場上的競爭者有所區別，2002年5月，台北之音正式轉型成為以成人階層為收聽對象的音樂頻道，並以「經典音樂台」作為號召。
2009年1月1日，原HitFM聯播網併入台北之音，改為「台北之音Hit Fm聯播網」，節目內容被Hit FM聯播網完全取代，頻率則與現有台北之音頻率相同。

## 收聽頻率
- FM 107.7（台北市、新北市、桃園市的桃園區、龜山區、八德區、大溪區、中壢區為有效收聽範圍，新竹市、新竹縣、基隆市部份地區也可收聽）

## 獲獎紀錄

### 廣播金鐘獎
| 年份   | 獲提名                                         | 獎項                                 | 結果 |
| ------ | ---------------------------------------------- | ------------------------------------ | ---- |
| 1998年 | 《台北什麼都有》                               | 第33屆廣播金鐘獎綜合資訊節目獎       | 獲獎 |
| 2007年 | 金智娟【娃娃】、徐哲緯、古勝中/《娃娃SPECIAL》 | 第42屆廣播金鐘獎流行音樂節目主持人獎 | 提名 |